# Zagorica, Litija
Zagorica este o localitate din comuna Litija, Slovenia, cu o populație de 37 de locuitori.